# Кейсон Фомвіхан
Кейсо́н Фомвіха́н (лаос. ໄກສອນ ພົມວິຫານ; 13 грудня 1920 — 21 листопада 1992) — лаосський політичний діяч, другий президент і шістнадцятий (перший після падіння монархії) прем'єр-міністр Лаосу.

## Життєпис
Народився у в'єтнамсько-лаоській сім'ї. При народженні отримав ім'я Нгуєн Кай Шонг (в'єт. Nguyen Cai Song). Навчався у В'єтнамі — спочатку в ліцеї, потім в університеті в місті Ханой. 1942 року долучився до боротьби проти японських окупантів і французьких колонізаторів. Того ж року вступив до лав Комуністичної партії Індокитаю.
1947 року очолив опір у північно-східних районах Лаосу, де організував народні збройні сили, які склали ядро Народно-визвольної армії Лаосу (Ноаль). Від 1950 року — міністр оборони в уряді Опору.
З 22 березня 1955 — генеральний секретар ЦК Народно-революційної партії Лаосу. Від того ж року — головнокомандувач патріотичних збройних сил. Один з організаторів і керівників Патріотичного фронту Лаосу. 1972 року висунув ідею про перехід до соціалізму, «минаючи капіталістичну стадію».

## Президент Лаосу
8 грудня 1975 року став прем'єр-міністром Лаоської Народно-Демократичної Республіки, від 1982 — голова Ради Міністрів ЛНДР, а від квітня 1982 — генеральний секретар ЦК Народно-Революційної партії Лаосу (НРПЛ). Взявши курс на будівництво соціалізму, Фомвіхан вів країну шляхом нейтралітету. Було проведено колективізацію та розпочато індустріалізацію. Однак 1986 року було оголошено про перехід до «нового економічного механізму» («чин таакан май»), а 1988 року було ухвалено Акт про заохочення інвестицій та Закон про іноземні інвестиції. Зміст політики «чин таакан май» визначався трьома моментами: приватизація і реструктуризація державного сектора, заохочення іноземних інвестицій і перехід до ринку за контролю з боку держави. Подальші перетворення в Лаосі були схожі з політикою Дой Мой у В'єтнамі та реформами Ден Сяопіна в КНР. 1990 року в країні було створено вільні економічні зони. За його врядування наприкінці 1980-их років з гербу ЛНДР зникло зображення серпа і молота.
1991 року Фомвіхан став головою НРПЛ і президентом країни та перебував на тих посадах до своєї смерті 21 листопада 1992 року. Похований у спеціально збудованому музеї у В'єнтьяні.